# Каражарский сельский округ
Каража́рский се́льский окру́г (каз. Қаражар ауылдық округі) — административная единица в составе Бухар-Жырауского района Карагандинской области Казахстана. Административный центр — село Каражар.

## История
Постановлением Правительства Республики Казахстан от 23 мая 1997 г. № 865 «О мерах по реализации Указа Президента Республики Казахстан "Об изменениях в административно-территориальном устройстве Алматинской, Восточно-Казахстанской, Карагандинской и Северо-Казахстанской областей», Каражарский сельский округ вошёл в состав Бухар-Жырауского района.

## Состав
| № | Населённый пункт | Тип населённого пункта       | Код КАТО  | Географические координаты       | Население, чел. (2021 г.) |
| - | ---------------- | ---------------------------- | --------- | ------------------------------- | ------------------------- |
| 1 | Асыл             | село                         | 354057200 | 49°53′12″ с. ш. 72°34′29″ в. д. | ↘221                      |
| 2 | Волковское       | село                         | 354057300 | 49°52′56″ с. ш. 72°27′49″ в. д. | ↘139                      |
| 3 | Геологическое    | село                         | 354057400 | 49°51′03″ с. ш. 72°35′11″ в. д. | ↘180                      |
| 4 | Каражар          | село, административный центр | 354057100 | 49°51′03″ с. ш. 72°35′11″ в. д. | ↘834                      |

## Население
| Численность населения | Численность населения | Численность населения | Численность населения |
| 1989                  | 1999                  | 2009                  | 2021                  |
| --------------------- | --------------------- | --------------------- | --------------------- |
| 2577                  | ↘2193                 | ↘1961                 | ↘1374                 |